# Trichocyclus watta
Trichocyclus watta är en spindelart som beskrevs av Huber 200. Trichocyclus watta ingår i släktet Trichocyclus och familjen dallerspindlar.
Artens utbredningsområde är Northern Territory, Australien. Inga underarter finns listade i Catalogue of Life.